# شهرستان میمه و وزوان
شهرستان میمه و وزوان یکی از شهرستان‌های استان اصفهان ایران است. مرکز این شهرستان، شهر میمه است.
این شهرستان در تاریخ ۲۷ تیر ۱۴۰۳ از شهرستان شاهین‌شهر جدا شد و مستقل گردید.

## موقعیت جغرافیایی
شهرستان میمه و وزوان از شمال شرقی با شهرستان نطنز و شهرستان کاشان، از شمال غربی با شهرستان دلیجان و شهرستان محلات استان مرکزی، از غرب با شهرستان گلپایگان، از جنوب غربی با شهرستان نجف‌آباد و از جنوب تا جنوب شرقی با شهرستان شاهین‌شهر همسایه است.

## تقسیمات کشوری
شهرستان میمه و وزوان دارای ۲ بخش، ۴ دهستان و ۳ شهر به شرح زیر است:

### شهرستان میمه و وزوان
| بخش    | مرکز بخش | جمعیت بخش ۱۳۹۵ | نام دهستان | مرکز دهستان | جمعیت دهستان ۱۳۹۵ | شهر        | جمعیت شهر ۱۳۹۵      |
| ------ | -------- | -------------- | ---------- | ----------- | ----------------- | ---------- | ------------------- |
| مرکزی  | وزوان    | ۱۸٬۲۰۸ نفر     | ازان       | ازان        | ۴٬۹۲۸ نفر         | وزوان میمه | ۵٬۹۵۲ نفر ۵٬۶۵۱ نفر |
| مرکزی  | وزوان    | ۱۸٬۲۰۸ نفر     | ونداده     | ونداده      | ۱٬۶۷۷ نفر         | وزوان میمه | ۵٬۹۵۲ نفر ۵٬۶۵۱ نفر |
| لایبید | لایبید   | ۴٬۸۴۹ نفر      | زرکان      | حسن رباط    | ۲٬۱۱۹ نفر         | لایبید     | ۱٬۸۳۲ نفر           |
| لایبید | لایبید   | ۴٬۸۴۹ نفر      | موته       | موته        | ۸۹۸ نفر           | لایبید     | ۱٬۸۳۲ نفر           |

## جمعیت
بر پایه سرشماری عمومی نفوس و مسکن در سال ۱۳۹۵، جمعیت شهرستان میمه و وزوان برابر با ۲۳٬۰۵۷ نفر بوده است.